# Seyhan (fleuve)
 (juillet 2025).
Pour les articles homonymes, voir Seyhan.
Le Seyhan (en turc Seyhan Nehri ou Seyhan Çay, « rivière de Seyhan »), appelé Sarus dans l'Antiquité (du grec ancien Σάρος / Sáros), est un fleuve turc qui prend sa source dans les monts Taurus et se jette dans la Méditerranée peu après avoir traversé la ville d'Adana.

## Géographie
Le cours supérieur du Seyhan est formé de deux branches, la plus orientale est appelée Göksu, considérée comme la branche principale, l'occidentale est appelée Zamantı Irmağı, les deux confluent dans le district de Kozan. Le fleuve est barré par les barrages de Yedigöze, de Çatalan et de Seyhan, juste en amont d'Adana.  
Le cours inférieur du fleuve a grandement varié, ayant notamment partagé au cours de l'histoire une même embouchure (à présent distante de 60 km) avec le Ceyhan, dont il était alors considéré comme l'un des affluents.
Le nom du Seyhan, en relation avec celui du Ceyhan, a été rapproché de celui du Sihoun, en relation avec celui de Jihoun, noms respectivement donnés par les géographes arabes du Moyen Âge au Syr-Daria et à l'Amou-Daria, faisant ainsi un lien entre la Cilicie et la Sogdiane.